# محمد الأمين مساعيد
محمد الأمين مساعيد (1951 - 20 أغسطس 2022)، هو سياسي جزائري، وزير، ومدير حملة المترشح الحر عبد المجيد تبون خلال الانتخابات الرئاسية الجزائرية 2019،عينه رئيس الجمهورية تبون أمينا عاما لرئاسة الجمهورية بتاريخ 21 ديسمبر 2019 خفا لـ أحمد نوي.

## المناصب التي تولتها
تقلد محمد الأمين مسايد عدة مناصب منها:
- أمينا عاما لرئاسة الجمهورية 21 ديسمبر 2019.[1]
- مدير فرعي بوزارة المالية 1982 - 1989.
- منصب مدير فرعي بالوزارة الأولى 1990.
- مدير إدارة الوسائل بالوزارة الأولى 1991.
- رئيس ديوان رئيس الحكومة 1994.
- رئيس ديوان وزارة التجارة في 1996.
- المدير العام لمؤسسة التسيير الفندقي 1999.
- رئيس مجلس مديري شركة تسيير مساهمات الدولة لـمجمع «السياحة والفندقة» 2002 - 2013.

## وفاته
توفي بتاريخ 20 أوت 2022 إثر مرض عضال.